# Dimetes
En la mitología griega Dimetes (en griego Διμοίτης) es el hermano del epónimo Trecén. Por lo tanto se le considera implícitamente hijo de Pélope e Hipodamía. Dimetes estaba desposado con Evopis, hija de Trecén. Evopis estaba enamorada de su propio hermano y se ayuntó con él a pesar de estar casada con Dimetes. Al descubrir esto Dimetes informó del asunto a Trecén. Evopis, avergonzada, maldijo a Dimetes y se ahorcó. No mucho después Dimetes encontró el cadáver de una mujer extraordinariamente hermosa arrojado en la orilla del mar y se sintió abrumado por la pasión. Sin embargo el cadáver pronto comenzó a pudrirse, por lo que tuvo que enterrarlo. Cavó una tumba para la mujer y luego, incapaz de hacer frente a su deseo por ella, se suicidó.